# Бонні Райт
Бонні Франческа Райт (англ. Bonnie Francesca Wright; нар. 17 лютого 1991, Лондон, Англія) — британська акторка, відома роллю Джіні Візлі у фільмах про Гаррі Поттера.

## Біографія
Бонні Франческа Райт народилася в Лондоні, у сім'ї Шейли Тікує і Гарі Райта, які за професією ювеліри і володіють власною компанією «Wright & Teague». У неї є старший брат, на ім'я Люїс. У вільний час Бонні подобається танцювати, малювати, подорожувати і грати на музичних інструментах, таких як піаніно і блокфлейта. Серед видів спорту вона захоплюється футболом, плаванням, тенісом, кінним спортом, серфінгом, легкою атлетикою, катається на ковзанах і велосипеді.
19 вересня 2023 року вдома народила сина, на ім'я Еліо Оушен Райт Лококо.

## Фільмографія

### Акторка
| Рік  |    | Українська назва                              | Оригінальна назва                             | Роль                      |
| ---- | -- | --------------------------------------------- | --------------------------------------------- | ------------------------- |
|      | ф  | Ті, хто блукають                              | Those Who Wander                              | Зої                       |
| 2018 | ф  | Різдвяна пісня                                | A Christmas Carol                             | Нелл                      |
| 2015 | ф  | Хто вбив Нельсона Натмега?                    | Who Killed Nelson Nutmeg?                     | Діана                     |
| 2015 | кф |                                               | Sweat                                         | Міа                       |
| 2014 | кф |                                               | How (Not) to Rob a Train                      | Бонні                     |
| 2014 | мф | Мій тато — Скрудж                             | My Dad Is Scrooge                             | Конні (голос)             |
| 2013 | ф  | Перед тим, як я засну                         | Before I Sleep                                | Фібі                      |
| 2013 | ф  | Філософи                                      | After the Dark                                | Джорджина                 |
| 2013 | ф  | Море                                          | The Sea                                       | Роза                      |
| 2011 | ф  | Гаррі Поттер і Смертельні реліквії: Частина 2 | Harry Potter and the Deathly Hallows — Part 2 | Джіні Візлі               |
| 2010 | ф  | Гаррі Поттер і Смертельні реліквії: Частина 1 | Harry Potter and the Deathly Hallows — Part 1 | Джіні Візлі               |
| 2010 | кф |                                               | Harry Potter and the Forbidden Journey        | Джіні Візлі               |
| 2009 | ф  | Гаррі Поттер і Напівкровний Принц             | Harry Potter and the Half-Blood Prince        | Джіні Візлі               |
| 2009 | вг | Гаррі Поттер і Напівкровний Принц             | Harry Potter and the Half-Blood Prince        | Джіні Візлі (голос)       |
| 2007 | с  | Дублери                                       | The Replacements                              | Ванесса (голос, 1 епізод) |
| 2007 | вг | Гаррі Поттер та Орден Фенікса                 | Harry Potter and the Order of the Phoenix     | Джіні Візлі (голос)       |
| 2007 | ф  | Гаррі Поттер та Орден Фенікса                 | Harry Potter and the Order of the Phoenix     | Джіні Візлі               |
| 2005 | ф  | Гаррі Поттер і келих вогню                    | Harry Potter and the Goblet of Fire           | Джіні Візлі               |
| 2004 | тф | Агата Крісті: Життя в образах                 | Agatha Christie: A Life in Pictures           | Агата в юності            |
| 2004 | ф  | Гаррі Поттер і в'язень Азкабану               | Harry Potter and the Prisoner of Azkaban      | Джіні Візлі               |
| 2002 | ф  | Гаррі Поттер і таємна кімната                 | Harry Potter and the Chamber of Secrets       | Джіні Візлі               |
| 2002 | тф | Сім'я Робінзонів                              | Stranded                                      | Сара в юності             |
| 2001 | ф  | Гаррі Поттер і філософський камінь            | Harry Potter and the Philosopher's Stone      | Джіні Візлі               |

### Інше
| Рік  | Вид | Назва                          | Оригінальна назва                | Режисерка | Сценаристка | Продюсерка |
| ---- | --- | ------------------------------ | -------------------------------- | --------- | ----------- | ---------- |
| 2018 | кф  | Кісточки Медухи                | Medusa's Ankles                  | Так       | Ні          | Так        |
| 2017 | кф  | Телефонний виклик              | Phone Calls                      | Так       | Ні          | Ні         |
| 2016 | кф  | Секстант                       | Sextant                          | Так       | Так         | Так        |
| 2014 | кф  | Пізнай самого себе             | Know Thyself                     | Так       | Так         | Так        |
| 2012 | кф  | Окремо приходимо, окремо йдемо | Separate We Come, Separate We Go | Так       | Так         | Ні         |